# Bendigo
Bendigo ist eine Stadt im australischen Bundesstaat Victoria. Sie bildet das Zentrum des lokalen Verwaltungsgebiets der City of Greater Bendigo.

## Geographie
Bendigo liegt exakt im geographischen Zentrum des Staates, etwa 150 km nordwestlich von Melbourne auf etwa 225 m Höhe.
|                       | Jan  | Feb  | Mär  | Apr  | Mai  | Jun  | Jul  | Aug  | Sep  | Okt  | Nov  | Dez  |   |       |
| Mittl. Tagesmax. (°C) | 29,1 | 29,4 | 25,3 | 20,7 | 16,2 | 13,0 | 12,4 | 14,1 | 16,4 | 19,5 | 23,0 | 26,5 | ⌀ | 20,4  |
| Mittl. Tagesmin. (°C) | 14,1 | 14,4 | 11,3 | 6,8  | 5,2  | 3,5  | 2,2  | 2,6  | 4,6  | 6,3  | 8,8  | 11,1 | ⌀ | 7,5   |
|                       |      |      |      |      |      |      |      |      |      |      |      |      |   |       |
| Niederschlag (mm)     | 33,0 | 32,2 | 36,0 | 41,4 | 54,8 | 61,0 | 56,4 | 58,6 | 54,2 | 52,4 | 37,4 | 33,1 | Σ | 550,5 |
|                       |      |      |      |      |      |      |      |      |      |      |      |      |   |       |
| Regentage (d)         | 4,9  | 4,0  | 5,3  | 6,9  | 9,7  | 11,9 | 13,1 | 13,4 | 11,1 | 9,8  | 7,1  | 6,2  | Σ | 103,4 |

| 14,1 |

| 14,4 |

| 11,3 |

| 6,8 |

| 5,2 |

| 3,5 |

| 2,2 |

| 2,6 |

| 4,6 |

| 6,3 |

| 8,8 |

| 11,1 |

| 14,1 |

| 14,4 |

| 11,3 |

| 6,8 |

| 5,2 |

| 3,5 |

| 2,2 |

| 2,6 |

| 4,6 |

| 6,3 |

| 8,8 |

| 11,1 |

## Bevölkerung

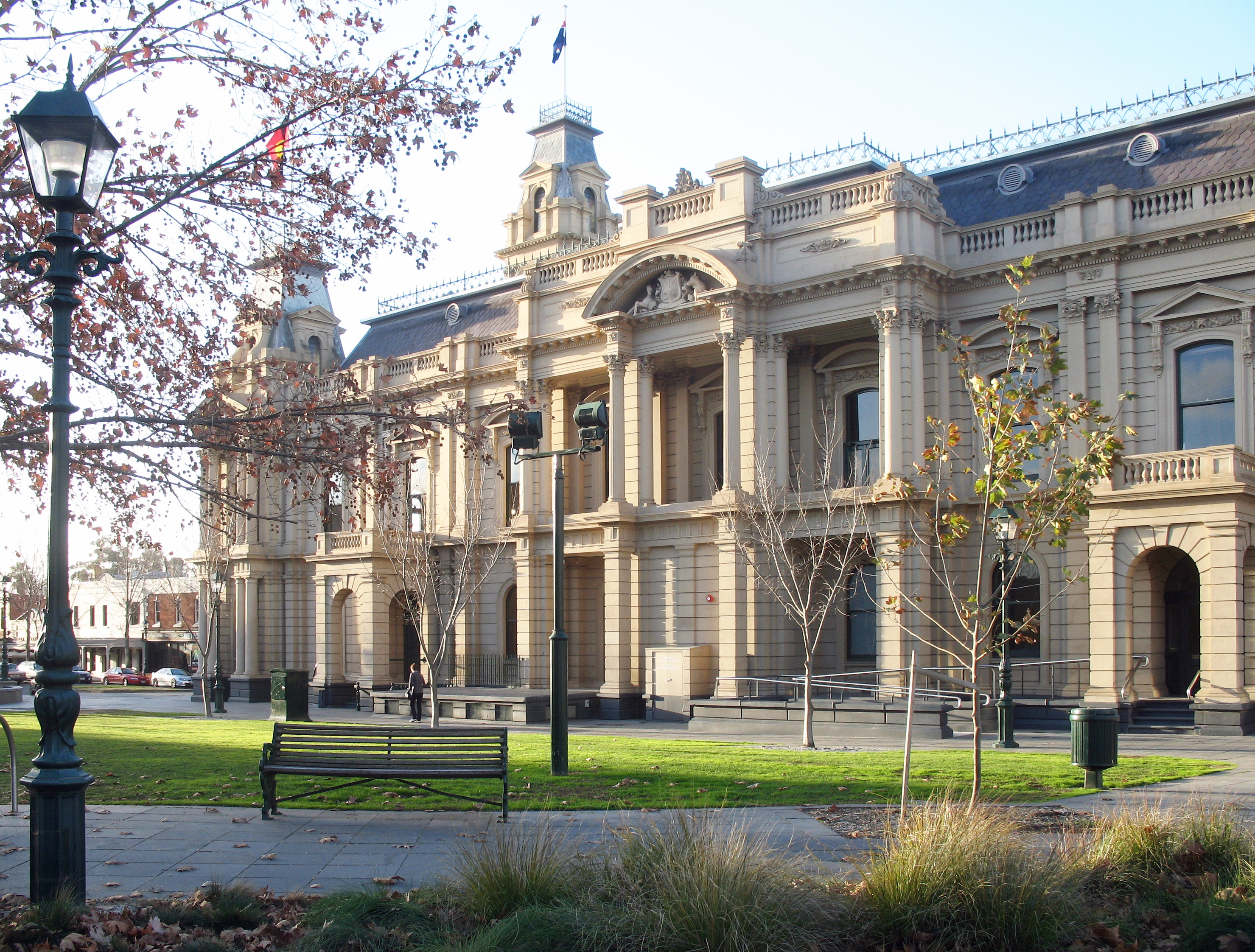
Das Rathaus von Bendigo

Bendigo ist mit 92.000 Einwohnern die viertgrößte Stadt Victorias.

## Geschichte
Bendigo wurde 1855 gegründet. Der Ort ist ein Ergebnis des Goldrauschs, der 1851 mit den ersten Goldfunden in der Gegend ausgebrochen ist. Henry Koch wurde hier zu dieser Zeit einer der reichsten Leute Australiens. Innerhalb kürzester Zeit kamen Tausende von Goldsuchern und bis 1870 war die Stadt, die bis 1891 noch Sandhurst hieß, die wichtigste Goldlagerstätte der Welt. Bis 1950 wurden dort über 600 t Gold abgebaut, dann ließen die immer schwieriger werdenden Abbaubedingungen den Ertrag zurückgehen. Mit neuen Verfahren hofft man, in Zukunft auch auf die restlichen Goldvorräte zugreifen zu können, die noch einmal denselben Umfang haben sollen.
Der durch das Gold entstandene Reichtum spiegelt sich in der Stadt wider. Zahlreiche große Gebäude im Kolonialstil prägen das Stadtbild. Dementsprechend ist der Tourismus eine wichtige Einnahmequelle der Stadt. Eine Attraktion ist die „Talking Tram“, die historische Stadtstraßenbahn.

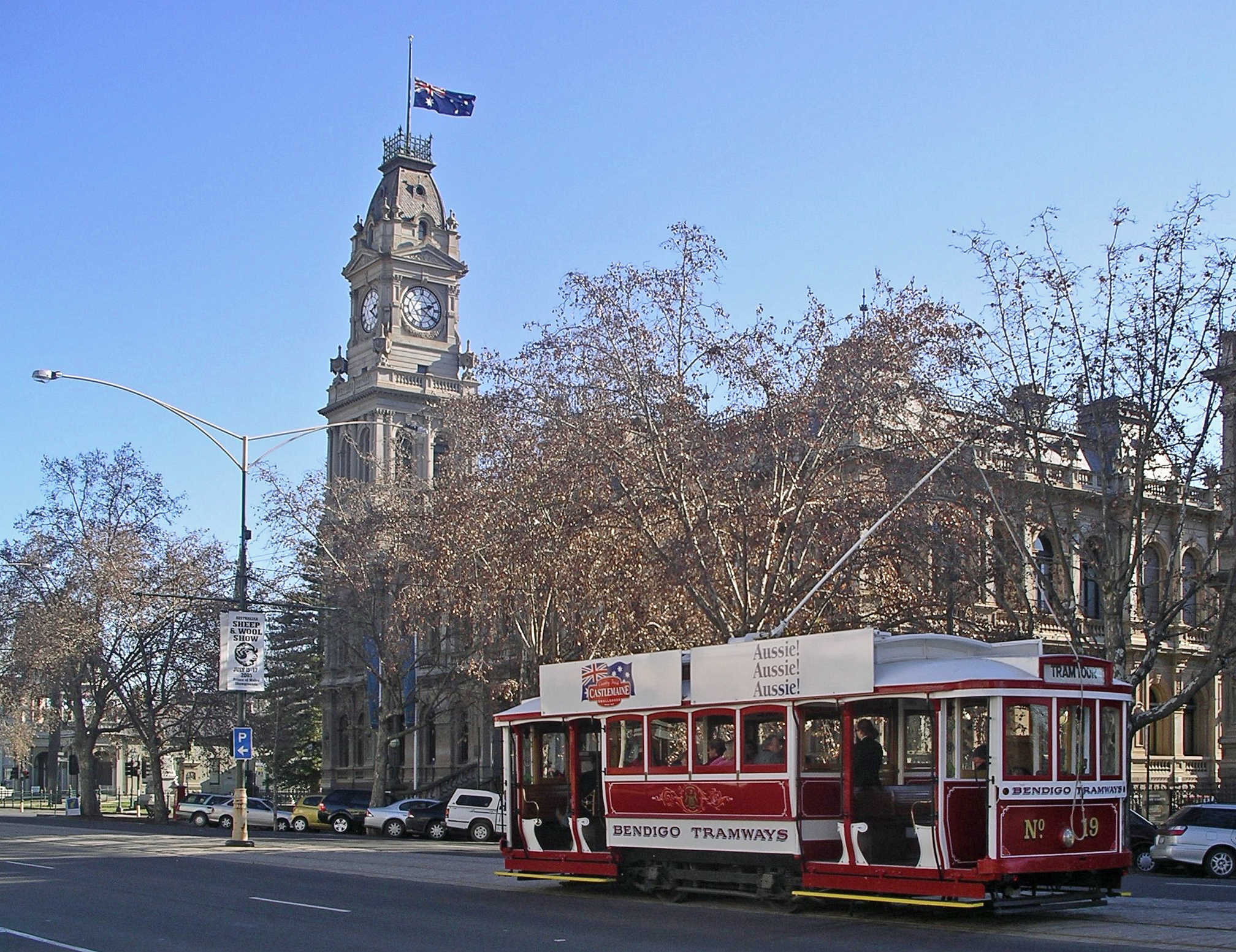
Historisches Postamt und „Talking Tram“ davor

## Museen
Die Bendigo Art Gallery, gegründet 1887, zählt zu den ältesten Kunstsammlungen Australiens. Die Sammlung umfasst Gemälde, Skulpturen, Keramik, Fotografie und Arbeiten auf Papier. Schwerpunkt der Sammlung ist die europäische Malerei – insbesondere die britische – des 19. Jahrhunderts.

## Söhne und Töchter der Stadt
- Blake Agnoletto (* 2002), Bahnradsportler
- William Anderson (1868–1940), Theaterunternehmer
- Glenn Ashby (* 1977), Segler
- John Bannon (1943–2015), Politiker
- Shane Brennan (* 1957), Drehbuchautor und Produzent
- John Cornwall (1935–2018), australischer Politiker
- Dyson Daniels (* 2003), Basketballspieler
- John Flynn (1880–1951), Gründer des weltweit ersten fliegenden medizinischen Dienstes
- John Gunn (1884 oder 1885–1959), Politiker
- Robbie Hucker (* 1990), Radsportler
- Stephen Huss (* 1975), Tennisspieler
- Eliza Karley Hynes (* 1992), Volleyball- und Beachvolleyballspielerin
- Faith Leech (1941–2013), Schwimmerin, Olympiasiegerin
- Sarah McKenzie (* 1987), Jazzmusikerin
- Billy Murdoch (1854–1911), Cricketspieler
- Nettie Palmer (1885–1964), Dichterin, Essayistin und Literaturkritikerin
- Richard W. Richards (1893–1985), australischer Physiker, Lehrer und Polarforscher
- Shane Stone (* 1950), Politiker
- Jenna Strauch (* 1997), Schwimmerin
- Kirsty Sword Gusmão (* 1966), Menschenrechtlerin und First Lady von Osttimor
- Daniel Thorsen (* 1986), Radrennfahrer
- Tayla Vlaeminck (* 1998), Cricketspielerin
- Mitchell Watt (* 1988), Weitspringer

## Partnerstädte
- Maubisse,[5] Osttimor
- Penzance,[6] Vereinigtes Königreich